# کیستور سنت ادموند
کیستور سنت ادموند (به انگلیسی: Caistor St Edmund) یک روستا و محله مدنی در بریتانیا است که در South Norfolk واقع شده‌است. کیستور سنت ادموند ۶٫۵۵ کیلومتر مربع مساحت و ۲۸۹ نفر جمعیت دارد.